# Мадридский протокол (1885)
Мадридский протокол 1885 года — соглашение между Великобританией, Германией и Испанией о признании суверенитета Испании над архипелагом Сулу, предполагающее ограничить влияние Испании в этом регионе. В соответствии с соглашением Испания отказывается от всех территориальных претензий на Калимантан.
Другой важной целью соглашения была гарантия торговли без каких-либо ограничений между сторонами соглашения в пределах Архипелага и Северного Борнео.